# Montana Belle
 Montana Belle és una pel·lícula dels Estats Units d'Allan Dwan estrenada el 1952. Ha estat doblada al català.

## Argument[2]
En una biografia novel·lada, Belle Star, una fora de la llei de dubtosa reputació d'Oklahoma, coneix un petit grup de malfactors, els germans Dalton, quan acabaven de rescatar d'un linxament a Bob Dalton, que s'enamora d'ella. Així Mac, un membre de la banda i el propietari del saloon Tom Bradfield, planegen atrapar els Dalton, aprofitant un atracament a un banc. La dissensió entre la banda i l'ambivalència de Bradfield compliquen la trama, i Belle demostra el seu coratge.

## Repartiment
- Jane Russell: Belle Starr
- George Brent: Tom Bradfield
- Scott Brady: Bob Dalton
- Forrest Tucker: Mac
- Andy Devine: Pete Bivins
- Jack Lambert: Ringo
- John Litel: Matt Towner
- Ray Teal: Emmett Dalton
- Rory Mallinson: Grat Dalton
- Holly Bane: Ben Dalton
- Roy Barcroft: Jim Clark
- Ned Davenport: Empleat del banc
- Dick Elliott: Jeptha Rideout
- Gene Roth: Marshal Ripple
- Stanley Andrews: Marshal Combs